# Thomas Prinzhorn
Thomas Prinzhorn (* 5. března 1943 Vídeň) je rakouský podnikatel a politik.
Vystudoval strojírenství na Technische Hochschule in Wien, titul diplomovaného inženýra získal v roce 1967, poté studoval obchodní administrativu na Harvardově univerzitě, kterou dokončil roku 1973. Následně pracoval v papírenských firmách svého otce W. Hamburger AG a Mosburger AG.
Od roku 1978 působil v různých rakouských průmyslových asociacích. V roce 1996 byl zvolen do Národní rady rakouského parlamentu, kde působil za stranu FPÖ dva roky. V roce 1998 se stal členem této strany, na podzim téhož roku ale z parlamentu odstoupil kvůli výrazným názorovým rozdílům proti vedení strany s předsedou FPÖ Jörgem Haiderem. V následných volbách v roce 1999 se však překvapivě objevil na vrcholu kandidátky FPÖ, po zvolení se také stal prvním místopředsedou Národní rady. V této funkci působil do voleb v roce 2002, v následujícím volebním období do roku 2006 měl funkci druhého místopředsedy. Roku 2002 se stal v FPÖ zástupcem Jörga Haidera. V roce 2005 vystoupil z FPÖ, o rok později se stal členem BZÖ.
V roce 1988 adoptoval Karla Philippa, syna Therese Schwarzenbergové, neboť se ukázalo, že je jeho skutečným otcem. Podle rakouského časopisu Trend patří Prinzhorn mezi 25 nejbohatších lidí v Rakousku, v roce 2013 odhadoval hodnotu majetku jeho rodiny na 1,2 mld. euro a v žebříčku nejbohatších Rakušanů jej řadil na 22. místo.